# Weimaraner
Weimaraneren er en middelstor stående jagthund med en sølvgrå pels, som har givet den tilnavnet "det grå spøgelse".
Racen er velegnet til mange formål både som brugshund, jagthund og som familiehund. Navnet "weimaraner" kommer fra hertugen af Saxe-Weimar-Eisenach, Karl August, som selv nød jagt. Hans hof lå i byen Weimar, som ligger i delstaten Thüringen i dagens Tyskland.